# 松本陣
松本 陣（まつもと じん、2006年4月28日 - ）は、静岡県出身のプロ野球選手（内野手）。右投左打。くふうハヤテベンチャーズ静岡所属。

## 経歴
小学生時代には三島ゴールデンイーグルスでプレーしていた。
三島市立南中学校時代には静岡裾野リトルシニアでプレーしていた。3年間でリトルシニア全国選抜野球大会に2回、リトルシニア日本選手権大会にも1回出場するなど活躍した。同級生に上原堆我がいた。
知徳高等学校では1年生の秋からスタメンとして出場し2年秋より主将を務めた。3年夏の大会では18打数7安打2本塁打7打点打率.388と活躍した。高校通算本塁打数は17本。9月9日にドラフト志望届を提出するが指名はなかった。同級生に小船翼がいた。
前年よりウエスタンリーグに参入したくふうハヤテベンチャーズ静岡のトライアウトに参加し、2024年12月16日に入団が発表された。背番号は25。